# Női 10 méteres szinkronugrás a 2015-ös úszó-világbajnokságon
A 2015-ös úszó-világbajnokságon a műugrás női szinkron 10 méteres versenyszámának selejtezőjét július 27-én délelőtt, a döntőjét pedig kora este rendezték meg a Kazan Arenában.
A viadalt az olimpiai bajnok kínai Csen Zso-lin, Liu Huj-hszia duó nyerte, megvédve ezzel a világbajnoki címét. Csen sorozatban ötödik vb-címét gyűjtötte be ebben a számban. A második helyen a Meaghan Benfeito, Roseline Filion kanadai kettős végzett, míg a bronzérmet Kim Unhjang, Szong Namhjang észak-koreai páros szerezte meg. Az észak-koraiak ezzel a teljesítményükkel történelmet írtak, ugyanis hazájuk első medálját nyerték a vizes világbajnokságok történetében.

## Versenynaptár
Az időpontok helyi idő szerint olvashatóak (GMT +03:00).
| Dátum                   | Időpont | Forduló   |
| ----------------------- | ------- | --------- |
| 2015. július 27., hétfő | 10:00   | Selejtező |
| 2015. július 27., hétfő | 19:30   | Döntő     |

## Eredmény
Zölddel kiemelve a döntőbe jutottak
| #  | Versenyző                                | Ország                   | Selejtező | Selejtező | Döntő  | Döntő   |
| #  | Versenyző                                | Ország                   | Pontok    | Rangsor   | Pontok | Rangsor |
| -- | ---------------------------------------- | ------------------------ | --------- | --------- | ------ | ------- |
|    | Csen Zso-lin Liu Huj-hszia               | Kína (CHN)               | 330,24    | 1         | 359,52 | 1       |
|    | Meaghan Benfeito Roseline Filion         | Kanada (CAN)             | 313,26    | 2         | 339,99 | 2       |
|    | Kim Unhjang Szong Namhjang               | Észak-Korea (PRK)        | 301,44    | 5         | 325,26 | 3       |
| 4  | Paola Espinosa Alejandra Orozco          | Mexikó (MEX)             | 285,57    | 8         | 310,77 | 4       |
| 5  | Jekatyerina Petuhova Julija Tyimosinyina | Oroszország (RUS)        | 274,80    | 11        | 310,68 | 5       |
| 6  | Sarah Barrow Tonia Couch                 | Egyesült Királyság (GBR) | 302,52    | 4         | 308,40 | 6       |
| 7  | Pandelela Rinong Leong Mun Yee           | Malajzia (MAS)           | 311,04    | 3         | 303,60 | 7       |
| 8  | Lara Tarvit Melissa Wu                   | Ausztrália (AUS)         | 294,84    | 6         | 302,22 | 8       |
| 9  | Amy Cozad Jessica Parratto               | USA (USA)                | 285,66    | 7         | 295,86 | 9       |
| 10 | Tina Punzel Christina Wassen             | Németország (GER)        | 278,70    | 10        | 285,00 | 10      |
| 11 | Hanna Krasznoslik Vlada Tacsenko         | Ukrajna (UKR)            | 279,06    | 9         | 283,20 | 11      |
| 12 | Kim Szudzsi Go Undzsi                    | Dél-Korea (KOR)          | 273,42    | 12        | 271,11 | 12      |
|    |                                          |                          |           |           |        |         |
| 13 | Kormos Villő Reisinger Zsófia            | Magyarország (HUN)       | 261,30    | 13        |        |         |
| 14 | Yaima Mena Annia Rivera                  | Kuba (CUB)               | 257,58    | 14        |        |         |
| 15 | Ingrid Oliveira Giovanna Pedroso         | Brazília (BRA)           | 256,32    | 15        |        |         |
| 16 | Lee Myra Jia Wen Lim Shen-Yan Freida     | Szingapúr (SIN)          | 244,32    | 16        |        |         |